# In the... All Together
In the... All Together è il dodicesimo album in studio del gruppo folk metal britannico Skyclad, pubblicato nel 2009.

## Tracce
1. Words Upon the Street – 4:39
2. Still Small Beer – 3:13
3. A Well-Travelled Man – 4:40
4. Black Summer Rain – 3:52
5. Babakoto – 3:46
6. Hit List – 4:43
7. Superculture – 3:23
8. Which Is Why – 4:01
9. Modern Minds – 3:32
10. In the... All Together – 3:43